# Gospa Bülbül
Gospa Bülbül (osmanski بلبل خاتون, turski Bülbül Hatun) (o. 1452. – 1515.) bila je konkubina osmanskog sultana Bajazida II.
Njezino ime na turskom znači „slavuj“. Malo se zna o njenom ranom životu. Prema jednom natpisu, ona je bila kći Abdullaha (Hātun binti Abdullah), a to bi moglo značiti da se njezin otac preobratio na islam (Abdullah = “Alahov rob”).
Bülbül je rodila Bajazidu sultaniju Hatidže, princa Ahmeda, sultaniju Gevhermülük, princa Mahmuda, sultaniju Šah i sultaniju Hundi.